# Fehler-Katastrophen-Theorie
Die Fehler-Katastrophen-Theorie, auch bekannt unter der englischsprachigen Bezeichnung error catastrophe (of aging), ist eine 1963 vom britischen Chemiker Leslie Orgel aufgestellte Theorie zur Erklärung der Ursachen des Alterns. Die Theorie gehört zu den Schadenstheorien, die das biologische Altern erklären sollen.

## Beschreibung
Die Fehler-Katastrophen-Theorie erklärt die zelluläre Alterung durch eine Akkumulation von fehlerhaften Enzymen, als Folge einer Ungenauigkeit bei der Proteinbiosynthese. Durch Fehler bei der Proteinbiosynthese werden ungenaue DNA-Polymerasen gebildet, welche zu einer zunehmenden Anzahl von Fehlern in der Aminosäuresequenz der Proteine einer Zelle führen.
Die Relevanz dieser Theorie begründet sich in der Wichtigkeit der DNA für jede biologische Spezies. In jedem Zellzyklus, wird die Zelle geteilt. Dazu ist es notwendig, nach dieser Teilung der Zelle, bei welcher auch die DNA geteilt wird, diese wieder zu verdoppeln.  Bei der Verdopplung der DNA kommt es zunächst zu einer Kopie der DNA durch das Enzym in der sogenannten mRNA. Diese spezifischen mRNA-Moleküle enthalten Anweisungen zur Synthese einzelner Proteine zu einer bestimmten Aminosäuresequenz.
Die Fehler-Katastrophen-Theorie besagt, geringe Fehler in dieser Anordnung der Aminosäuren durch Kopierfehler bei der Proteinbiosynthese (entweder bei der DNA-Replikation oder der Bildung der mRNA) führen zu fehlerhaften DNA-Kopien. Infolgedessen kommt es irgendwann zu einer Verkettung dieser Fehler, welche in letzter Konsequenz zum Zelltod führen. Bei jungen Menschen ist dieser Vorgang nicht von Bedeutung, da es nur eine geringe Fehlerquote gibt. Mit zunehmendem Alter steigen die Fehleransammlungen allerdings exponentiell an. Deshalb erklärt diese Theorie Altern mit der zunehmenden Fehlerwahrscheinlichkeit bei der Proteinbiosynthese und der DNA-Replikation, als eine Verkettung von mehreren kleinen Fehlern zu einer Katastrophe, dem Zelltod.

## Versuche
Das bekannteste Experiment in Verbindung mit der Fehler-Katastrophen-Theorie, wurde mit der Spezies der Drosophila durchgeführt. Bei ersten Versuchen 1967, unter der Leitung von Harrison/Holliday, wurde eine Abnahme der Langlebigkeit bei der Drosophila festgestellt. Dieses Versuchsergebnis würde demnach die Fehler-Katastrophen-Theorie von Leslie Orgel unterstützen. Für die durchgeführte Versuchsreihe wurden Larven der Drosophila melanogaster, einer Untergattung der Drosophila, mit fünf verschiedenen Aminosäuren-Analoga gefüttert. Anschließend wurde die weitere Entwicklung der Larven bis zum Tode beobachtet.
Durchgeführt wurden die Versuche ausschließlich mit männlichen Exemplaren der Drosophila melanogaster. Die untersuchten Larven wurden in dunklen Kisten gehalten und erfuhren nur bei den Fütterungszeiten Tageslicht. Eben solche Lebensumstände sind nötig, um mögliche Umweltzustände von den untersuchten Gegenständen abzuschirmen. Eine Versuchsgruppe wurde im eigentlichen Experiment nun in präparierte Kisten umgesetzt, welche Futter mit den besagten Aminosäure-Analoga enthielten. Für eine Zeit von 72 Stunden befanden sich die Larven in diesen Kisten. Die danach überlebende Population wurde in un-präparierten Kisten weiter beobachtet. Eine Kontrollgruppe der Drosophila melanogaster wurde dem Versuch nebenher in ebenfalls un-präparierten Kisten gehalten.
Weitere Versuche im Jahre 1969 mit einer weiteren Unterart der Taufliege, der Drosophila subobscura kamen jedoch zu einem gegenteiligen Ergebnis: eine Abnahme der Langlebigkeit wurde nicht beobachtet. Anders als beim ersten Versuch mit der Drosophila melanogaster, wurden die jungen Drosophila subobscura mit nur einem Aminosäure-Analoga gefüttert. Da bei dem durchgeführten Versuch keine Abnahme der Langlebigkeit beobachtet wurde, werden die Versuchsergebnisse als Widerspruch zu Leslie Orgels Fehler-Katastrophen-Theorie gesehen.
Zu diesem Versuchsaufbau von Dingley/Maynard Smith mit der Drosophila subobscura gibt es leider keine genaueren Informationen.

## Kritik
Die ursprünglich populäre Theorie wurde mangels experimenteller Beweise mittlerweile verworfen. Elemente der Theorie werden allerdings immer noch als mögliche Faktoren des Alterns untersucht.
Kritik an der Theorie gibt es, weil die Forschung mittlerweile ermittelt hat, dass DNA-Polymerasen die Fähigkeit besitzen, falsche Aminosäuresequenzen zu erkennen und diese zu korrigieren oder zu ersetzen. Zudem gibt es verschiedene Reparatursysteme, um beim Prozess der DNA-Replikation Fehler zu verhindern.
Es gibt des Weiteren keine ausreichenden Beweise, zu altersbedingten Veränderungen bei der Proteinbiosynthese. Bewiesen ist aber, dass sich mit zunehmendem Alter eines Lebewesens auch die Struktur seiner Proteine verändert. Bisher ist die Rolle von beschädigten Proteinen und die damit verbundenen Prozesse als Faktoren des Alterns allerdings noch unerforscht.